# 白貓寶螺
白貓寶螺（学名：Cypraea listeri）为寶螺科寶螺屬下的一个种。